# Señora y sirvienta con un cubo
Señora y sirvienta con un cubo es un cuadro del pintor Pieter de Hooch, realizado en torno a 1660, que se encuentra en el Museo del Hermitage de San Petersburgo, Rusia.
La escena representada es la de la señora de una casa acomodada, sentada en un patio exterior, con un cojín en el regazo, una carta en la mano y al lado una cesta con piezas de bordado y junto a ella a su sirvienta, que ha salido por la puerta de la casa y se acerca para mostrarle un cubo con un pescado. La obra es una muestra de orden y precisión, como se percibe en las líneas de los barrotes del enrejado que separa el patio del jardín delantero, el suelo ajedrezado y otros detalles, propios del autor neerlandés.
Es una pintura que refleja la vida cotidiana en el entorno burgués de los Países Bajos en los días del pintor, un mundo que pretendía trasmitir la paz y la felicidad de las mujeres en sus ocupaciones hogareñas.
La obra está pintada en Delft, ciudad donde vivió unos doce años.